# 無障消費計劃
無障消費計劃是由香港《社聯－滙豐社會企業商務中心》在工業貿易署「中小企業發展支援基金」撥款資助下，於2012年1月宣布推出這項計劃，向香港中小企業及社會企業推廣「優質服務．無障關懷」理念。

## 背景
社會服務聯會致力建設無障礙社會，為研究殘疾人士、少數族裔及長者對零售及飲食業的消費經驗及評價，以問卷及小組方式訪問500多名上述人士，報告指出84％人消費時遇上困難或障礙，其中「服務態度惡劣」及「難以與服務員溝通」分別佔41%及37%，而「環境設施不足」則佔26%，反映服務態度才是消費障礙的主因。

## 報告內容
報告列出一些個案︰
- 聾人及弱聽人士到快餐店用手勢點選3號套餐及飲品，被誤會要3杯飲品
- 視障人士因餐廳店員放下食物便離開，結果面對食物呆坐
- 少數族裔人士用膳時，餐廳給予的英語餐牌食物價錢刻意被標高
- 長者光顧藥房時，常被誤導購入過期藥物

關注聾人及弱聽人士的「龍耳」創辦人邵日贊稱，如例子中店員往往未能諒解聾人及弱聽人士無法以言語溝通，以為他們低智商，沒有消費能力；部份店員說話太快或太細聲，聾人及弱聽人士看不到口形，無法溝通，店員乾脆不做他們生意。
路向四肢傷殘人士協會副主席羅偉祥指出，不便輪椅人士出入的街舖多達80%，其餘20%即使有斜路亦不時堆滿雜物，他表示締造無障礙消費環境一點都不難，只需花約2,000港元就可添置摺疊式的手提斜板，讓輪椅人士可以「越過」門前一級。

## 計劃目的
為向中小企及社企推廣「優質服務．無障關懷」理念，促使香港成為真正的無障礙社會，社聯宣布推出「無障消費計劃」，以提升商戶對殘疾人士、長者及少數族裔的服務水準。

## 計劃內容
這計劃由社聯主辦、香港零售管理協會及平等機會委員會協辦，至今已獲9個中小企商會，另有16家機構、大學及社福機構支持。計劃內容包括向參與商戶提供講座、培訓及無障消費指引，又會派出神秘顧客評估商戶的服務水平，以協助商戶提升服務質素。所有參加這計劃的商戶，只要經過審批，即會獲頒「So-Biz獎項」，分為一星、二星及三星三個等級。

## 頒獎禮
社聯於2012年12月7日舉行「無障消費計劃」頒獎禮，表揚商戶積極提升無障消費服務水平，在400多間參加計劃的商戶中，近200間執行無障消費服務指引而獲得無障消費星級獎項，其中91間商戶更獲頒三星獎項。平等機會委員會主席林煥光認為計劃對商戶、殘疾人士和社會均有利。
社聯行政總裁方敏生表示，無障消費服務指引有40項指標，能夠執行10項的商戶可以獲得一星級，包括店舖設有渠道反映意見、在緊急情况下服務員懂得安全疏散長者、殘疾人士或少數族裔顧客等，獲得二星級的商戶除了要執行指引，亦需要培訓員工如何照顧殘疾人士或其他有需要人士，至於三星級別的商戶，則要額外獲顧客或弱勢社群團體的提名。

## 宣傳片
社聯推出無障消費系列的宣傳片段，鼓勵商戶締造無障消費的環境。

## 外部連結
- 《無障消費計劃》官方網頁